# Verdelais
Verdelais település Franciaországban, Gironde megyében. Lakosainak száma 1042 fő (2022. január 1.). Verdelais Semens, Sainte-Croix-du-Mont, Saint-Maixant, Toulenne és Preignac községekkel határos.

## Népesség
A település népessége az elmúlt években az alábbi módon változott:
| Lakosok száma | 831  | 880  | 869  | 826  | 978  | 1014 | 1031 | 1020 | 1031 | 1042 |
|               | 1968 | 1982 | 1990 | 2006 | 2013 | 2015 | 2017 | 2019 | 2020 | 2022 |